# Longuesse
Longuesse egy község Franciaországban. Lakosainak száma 505 fő (2022. január 1.).

## Földrajza
Longuesse Vigny, Gaillon-sur-Montcient, Ableiges, Condécourt, Sagy, Seraincourt és Théméricourt községekkel határos.

## Népessége
| Lakosok száma | 531  | 534  | 550  | 542  | 551  | 550  | 535  | 520  | 505  |
|               | 2013 | 2015 | 2016 | 2017 | 2018 | 2019 | 2020 | 2021 | 2022 |